# Tafiré
Tafiré – miasto w Wybrzeżu Kości Słoniowej, w dystrykcie Vallée du Bandama, w regionie Hambol, w departamencie Niakaramandougou.